# Tomáš Šmíd
Tomáš Šmíd (Plzeň, 20 de Maio de 1976) é um ex-tenista profissional tcheco.

## Grand Slam Duplas Finais, 3 (2 títulos, 1 vice)
| Posição | Ano  | Campeonato    | Piso   | Parceiro        | Oponentes                   | Placar                    |
| Vice    | 1984 | Roland Garros | Saibro | Pavel Složil    | Henri Leconte Yannick Noah  | 4–6, 6–2, 6–3, 3–6, 2–6   |
| Campeão | 1984 | U.S. Open     | Duro   | John Fitzgerald | Stefan Edberg Anders Järryd | 7–6, 6–3, 6–3             |
| Campeão | 1986 | Roland Garros | Saibro | John Fitzgerald | Stefan Edberg Anders Järryd | 6–3, 4–6, 6–3, 6–7, 14–12 |